# Radvaň nad Laborcom
Radvaň nad Laborcom és un poble i municipi d'Eslovàquia. Es troba a la regió de Prešov, al nord del país.

## Història
La primera referència escrita de la vila data del 1379.

## Demografia
| Godina             | 1994 | 2004   | 2014   | 2024    |
| ------------------ | ---- | ------ | ------ | ------- |
| Nombre de persones | 571  | 591    | 575    | 517     |
| Diferència         |      | +3,50% | −2,70% | −10,08% |

| Godina             | 2023 | 2024 |
| ------------------ | ---- | ---- |
| Nombre de persones | 517  | 517  |
| Diferència         |      | +0%  |